# 이다루시주맙
이다루시주맙(Idarucizumab)은 프락스바인드(Praxbind)라는 상품명으로 판매되는 약물로, 항응고제인 다비가트란의 역전제로 사용하는 단클론 항체이다.
베링거인겔하임 사에서 개발했다. 제조사에서 후원한 연구에서 이다루시주맙이 다비가트란의 항응고 효과를 수 분 만에 역전시켰다고 밝혔다.
2014년 7월 미국 식품의약국(FDA)에서 이다루시주맙을 획기적 치료법으로 선정했다. 이후 미국과 유럽연합에서 2015년 임상적 사용을 승인했다. 대한민국에서는 2016년 3월 국내 사용이 허가되었고, 같은 해 6월 국내 출시되었다. 2019년 2월부로 8시간 이상 지연할 수 없는 응급 수술 및 긴급 처치나, 생명을 위협하거나 조절되지 않는 출혈 발생 등 다비가트란의 항응고 효과를 긴급히 역전시켜야 할 경우 1회 투여에 한해 보험 급여가 적용되도록 보건복지부 고시가 추가되었다.

## 의학적 사용
체계적 문헌고찰 연구 결과 다비가트란 투여 후 출혈이 발생한 환자에서 이다루시주맙을 가장 자주 투여한다는 것이 밝혀졌으며, 침습적 수술 중인 환자에게도 투여한다. 가장 자주 투여하는 용량은 5g이다. 이 용량은 미국과 캐나다의 현행 임상진료지침 내용과도 합치한다.
최초 5g 투여 후 출혈이 멈추지 않거나, 또 다른 침습적 수술을 진행해야 할 때 두 번째 투여를 실시할 수도 있다 그러나 반복 투여 시의 장단점에 대한 근거는 아주 적으므로, 다회 투여는 드물게만 이루어진다.

## 부작용
가장 흔한 부작용은 두통이다. 그 외에는 등 통증, 피부 자극, 변비, 쇠약 등이 있다.
심한 부작용으로는 뇌졸중, 폐색전증, 심부정맥혈전증, 심장 발작 등으로 이어질 수 있는 혈전색전증이다. 이다루시주맙을 처방 받는 환자는 대개 이미 혈전색전증 발생 위험이 높으므로 특히 위험하다.

### 임신
임신이나 수유 중 이다루시주맙 투여 시 나타나는 효과에 관한 연구는 아직까지 행해지지 않았다. 투여 시의 이득과 태아에 끼칠 수 있는 불명확한 해악을 고려하여, 임신 중인 환자에게도 적응증에 해당한다면 이다루시주맙을 투여할 수 있다.

## 작용 기전
이다루시주맙은 비경쟁적 저해제로, 다비가트란과 복합체를 이뤄 투여 후 수 분 만에 다비가트란의 항응고 효과를 역전시킨다. 다비가트란이 트롬빈과 결합해 있는지 유무와 관계없이 다비가트란과 결합하며, 다비가트란의 활성 대사산물에도 결합한다. 이다루시주맙은 다비가트란에 특이적으로 결합하며, 트롬빈보다 350배 강한 결합력을 가진다.